# Batalha de Cassinga
A Batalha de Cassinga, ou Massacre de Cassinga, foi um controverso ataque aéreo sul-africano à suposta base militar da Organização do Povo do Sudoeste Africano (SWAPO) na cidade de Cassinga, em Angola, em 4 de maio de 1978.
As alegações continuam de que Cassinga era um campo de refugiados, e não um campo militar, e que, consequentemente, o ataque foi um massacre de civis, em vez de uma operação militar de grande sucesso. Existem extensos registros cobrindo o planejamento e as ações da Força de Defesa da África do Sul (SADF) em torno da operação (desclassificados desde o fim do apartheid em 1994).

## Antecedentes
A partir de 1976, os combatentes da SWAPO, por intermédio do Exército Popular de Libertação da Namíbia (PLAN; braço armado da SWAPO), viajavam regularmente para o sul de Angola por via rodoviária a partir de Huambo até Cassinga, uma vila mineira angolana abandonada, localizada a meio caminho da frente de batalha na fronteira com o Sudoeste Africano (atual Namíbia). A vila de Casinga tinha cerca de vinte edifícios que anteriormente serviam ao complexo mineiro de Cassinga, como armazéns, acomodações e escritórios.
Um grupo de guerrilheiros do PLAN, liderados por Dimo Hamaambo, ocupou Cassinga e, algumas semanas depois, começaram a usá-la como ponto de trânsito de refugiados. Segundo Charles "Ho Chi Minh" Namoloh e Mwetufa "Cabral" Mupopiwa, que acompanhavam Hamaambo no início do processo de ocupação da vila, os primeiros habitantes da Namíbia em Cassinga consistiam inteiramente de combatentes treinados do PLAN. Pouco depois do estabelecimento do campo do PLAN em Cassinga, começou a funcionar também como um campo de triagem para os exilados da Namíbia. O governo angolano atribuiu a vila abandonada à SWAPO em 1976, para fazer face ao afluxo de milhares de refugiados do Sudoeste Africano, estimado em maio de 1978 num total de 3 000 a 4 000 pessoas.
Dois dias antes do ataque sul-africano, o Unicef informou sobre um campo "bem administrado e bem organizado", mas "mal equipado" para lidar com o rápido aumento de refugiados no início de 1978. Os cubanos, que montaram uma base na vizinha Chamutete quando intervieram na guerra em 1975, forneceram apoio logístico à administração da SWAPO em Cassinga.
De acordo com a inteligência da SADF, "o planejamento logístico e o fornecimento de suprimentos, armas e munição para insurgentes operando na região central e leste de Ovambolândia foram realizados a partir de Cassinga", informação que eles teriam conseguido com um suposto militante do PLAN que havia sido capturado, que tinha o codinome "Moscou". O tratamento médico dos feridos graves, bem como a reparação de equipamento e a instrução de novos recrutas destacados para as bases do leste e oeste instaladas na província do Cunene, eram feitos em Cassinga.

## Plano Sul-Africano
No início de 1978 a SWAPO melhorou a sua organização e ganhou força na Ovambolândia e na faixa de Caprivi, enquanto que a UNITA estava sob pressão do MPLA, tornando cada vez mais difícil para a SADF operar no sul de Angola. A África do Sul também temia a interrupção das eleições que planejava realizar no Sudoeste Africano, excluindo a SWAPO.
O ataque a Cassinga surgiu do plano da Operação Bruilof, em que a SADF previa atacar seis alvos da SWAPO ao redor da vila de Chetequera. Durante a parte de coleta de dados de inteligência para o planejamento da Operação Bruilof, a SADF concluiu que a pequena vila de Cassinga era o principal centro médico, de treinamento e controle das guerrilhas na região, e uma das duas sedes regionais da SWAPO (com o outro sendo mais ao norte, no Lubango).
A SAAF ainda detinha a superioridade aérea sobre Angola na época, permitindo que 12 esquadrões realizassem o reconhecimento aéreo de fotos com aeronaves Canberra B12 na primavera de 1978. Essas fotos mostravam infraestruturas militares recém-construídas, incluindo búnqueres concretados para veículos de combate blindados, estradas, trincheiras em ziguezague em torno da base, trincheiras para metralhadoras/equipes de morteiro - e a estrutura de base em betão em forma de estrela altamente característica para uma bateria de mísseis SAM-3 e seu veículo de radar/comando. Também identificável a partir das imagens um ônibus civil. 
Os combatentes do PLAN em Cassinga tinham conhecimento dos sobrevoos e, numa carta datada de 10 de abril de 1978, o comandante do campo Hamaambo expressou preocupações aos seus superiores sobre uma "intenção de invasão iminente do nosso inimigo do nosso acampamento no sul de Angola". Em resposta aos voos de reconhecimento, as defesas foram melhoradas através da criação de um campo secundário a norte do campo principal, a adição de mais trincheiras e a escavação de buracos para a proteção das provisões de alimentos. 
A SADF arquivou o plano para a Operação Bruilof e o planejamento para uma nova operação, a Operação Rena, começou. A Rena foi composta de três ações principais; o assalto aerotransportado a Cassinga, um ataque mecanizado ao complexo Chetaquera, que também envolvia ataques de defesa contra a SAAF - e um assalto ao complexo Dombondola, por uma força de infantaria ligeira.
Os planejadores da operação enfrentaram um problema significativo. Enquanto os complexos de Chetequera e Dombondola estavam apenas a cerca de 35 km da fronteira com o Sudoeste Africano/Namíbia (então sob o controlo sul-africano), tornando possível o assalto convencional, Cassinga estava a 260 km da fronteira e no interior de Angola. Isto significava que qualquer força de assalto convencional teria que entrar e sair, e quase certamente teria dado um aviso prévio aos soldados do PLAN em Cassinga, dando tempo suficiente para que os combatentes e os líderes, Dimo Hamaambo (o comandante-chefe do PLAN, supostamente residente em Cassinga) e Greenwell Matongo, escapassem ou armassem contra-ofensiva. Além disso, estava localizado em uma pequena colina, flanqueada por um rio em seu lado oeste, e campos abertos em outras direções, fatores que combinavam para dar vantagem a qualquer estratégia defensiva.
No entanto, os relatórios de inteligência da SADF haviam verificado que a SWAPO - e provavelmente seus assessores - foram induzida a uma falsa sensação de segurança por causa da distância de Cassinga da fronteira da Namíbia, ao sul. Relatórios de inteligência da África do Sul antes do evento não indicaram existência de qualquer infantaria ou unidade blindada nas proximidades em apoio à Cassinga, contra um ataque terrestre. Embora a SWAPO estivesse construindo um sistema integrado de valas defensivas e pontos de tiro, eles não foram preparados para um ataque aéreo conjunto. A SADF não havia demonstrado anteriormente tal capacidade, não dando aos analistas militares razões para suspeitar que tal opção estava disponível para a SADF. O Alto comando sul-africano acreditava que poderia realizar um ataque surpresa na base usando apenas uma força aérea levemente armada. No início daquele ano, o Esquadrão 12 da Força Aérea da África do Sul (SAAF) havia começado a treinar um ataque de baixo nível, utilizando apenas armas antipessoais, como bombas de fragmentação. Os sul-africanos ganharam experiência com a Operação Eland e a Operação Dingo, ataques de natureza preventiva realizados nos dois anos anteriores pelos Escudos Selous da Rodésia contra as forças guerrilheiras sediadas em Moçambique, adaptando o ataque à Cassinga a muitos dos mesmos princípios. Apesar de um plano arriscado, foi decidido que o elemento surpresa superaria a desvantagem de não ter artilharia de apoio no solo.
A SADF decidiu montar um grande ataque aéreo a Cassinga (código "Alpha"), apoiado por caças-bombardeiros da SAAF e uma frota de 17 helicópteros de médio porte. O exército iniciou uma convocação das unidades de pára-quedas da Força Auxiliar (unidades de reserva semelhantes às da Guarda Nacional dos Estados Unidos). Os pára-quedistas realizaram treinamento de reciclagem na base do 1° Batalhão de Paraquedistas (1 Bn) em Blumefontaina e, em seguida, treinamento de campo na área em torno da fazenda abandonada Rheinholdtskop, na área de treinamento De Brug.
Um documento secreto preparado pelo general Magnus Malan para o então ministro da Defesa, Pieter Willem Botha, referia-se a Cassinga como "uma grande base de SWAPO localizada a 260 km norte da fronteira. É a sede militar operacional da SWAPO de onde todas as operações contra o Sudoeste Africano são planejadas e sua execução coordenada. A partir desta base todos os suprimentos e os armamentos são fornecidos para as bases próximas. Nela o treinamento também acontece. Em suma, é provavelmente a base mais importante da SWAPO em Angola. A base cubana mais próxima fica a 15 km ao sul do alvo Alpha.".
O gabinete sul-africano hesitou em autorizar a operação, temendo uma reação internacional, mas em 2 de maio de 1978, o primeiro-ministro, Balthazar Johannes Vorster, finalmente deu o sinal verde para o início da operação. A data de 4 de maio foi especificamente escolhida para coincidir com o fim do debate do Conselho de Segurança das Nações Unidas sobre o término da ocupação do Sudoeste Africano, de forma a "evitar tornar as coisas difíceis para os países favoráveis à África do Sul".

## Ataque

### 04h00 - 09h00
Os primeiros a avançar na manhã do ataque foi o Batalhão Combinado de Paraquedistas (atual 44º Regimento de Paraquedistas), que levantaram às 04h00 e começaram a equipar suas armas, equipamentos e pára-quedas.
Às 5h19, quatro bombardeiros Blackburn Buccaneer decolaram da Base Aérea de Waterkloof, seguido às 05h43 pela aeronave ligeira Canberra. Os Buccaneer sobrecarregados podiam voar apenas em altitude média, então a velocidade verdadeira (TAS) deles era consideravelmente menor que a das Canberras, voando a 10 000 pés (3 000 m). Um dos Buccaneer foi para uma base da força aérea próxima da fronteira angolana para reabastecer e atuar como um avião de apoio aéreo aproximado (CAS), enquanto a quinta aeronave da força de ataque Buccaneer foi retardada devido a um problema de freio, deixando apenas quatro Buccaneer disponíveis para o ataque inicial.
Às 06h00, os oito aviões de transporte que transportavam os pára-quedistas decolaram. Dois dos Transall C-160, carregando a companhia reserva de pára-quedistas, com 116 soldados, decolou e entrou em modo de exploração logo ao sul da fronteira, de maneira a estarem disponíveis para derrubar reforços durante a batalha. Os restantes seis transportes continuaram em direção a um ponto de espera a alguns quilômetros a leste de Cassinga.
Por volta das 06h30, o ELINT/GE Douglas DC-4 decolou e se estabeleceu em um padrão de exploração ao sul da fronteira. Simultaneamente, um voo de dois helicópteros Puma, sob o comando do Major John Church, decolou de uma "heliporto secreto na selva" para voar para uma clareira a 22 km a leste de Cassinga, a fim de criar uma Área de Administração de Helicópteros, onde os helicópteros utilizados na operação poderiam reabastecer. Também havia dois helicópteros com seis tambores de 200 litros de combustível para suporte na batalha.

### 09h00 - 12h00
Às 09h00, as Companhias A e B reagruparam-se e estavam prontas para iniciar o ataque principal a Cassinga. Em vez de atacar a leste como inicialmente planejado, as duas Companhias atacaram a base na direção norte. Inicialmente, eles encontraram muito pouca resistência, embora isso tenha mudado dramaticamente quando os pára-quedistas se aproximaram do centro da base. Fogo pesado de artilharia foi dirigido contra os pára-quedistas de várias árvores dentro da base, eles foram submetidos a disparos de rifles B-10 de guerrilheiros da SWAPO que usavam casas como cobertura para atirar nos pára-quedistas, ferindo gravemente dois paraquedistas.
No entanto, os pára-quedistas enfrentaram seu maior desafio quando foram atacados por um número de canhões antiaéreos multi-barris ZPU-2 de 14,5 mm usados no solo. Isso fez com que as duas Companhias parassem completamente, pois não podiam se locomover sob o fogo preciso e próximo das armas, e o Buccaneer, no serviço CAS, não poderia realizar um ataque às armas com medo de bater nos pára-quedistas nas proximidades.
No final, o coronel Breytenbach ordenou que o comandante da Companhia D pegasse alguns homens e rompesse em direção às armas antiaéreas, atacando as trincheiras a oeste de Cassinga. Ele também ordenou que o pelotão de morteiros começasse a atacar as armas antiaéreas.
Ao entrar nas trincheiras, os homens da Companhia D ficaram surpresos ao encontrar um número de civis, que mais tarde afirmaram que estavam sendo usados como escudos humanos pelos guerrilheiros que se escondiam lá dentro. Os guerrilheiros abriram fogo contra os pára-quedistas, levando os pára-quedistas a entrar no que descreveram mais tarde como um modo de "matar ou ser morto", no qual era impossível impedir a morte dos civis nas trincheiras. Apesar de vários civis terem sido mortos nessas trincheiras, quando os paraquedistas avançaram, encontraram cada vez menos civis, até que, mais perto dos canhões, todos os que estavam nas trincheiras, homens e mulheres, usavam os uniformes de estilo cubano da SWAPO. Nesse meio tempo, o 9 Pelotão entrara nas trincheiras do norte, embora estivesse progredindo lentamente à medida que ficavam sob a atenção dos artilheiros.
Depois de uma combinação do ataque pelas trincheiras e pelo fogo, as armas antiaéreas foram silenciadas. O resultado era aceitável para os sul-africanos; havia pelo menos 95 combatentes da SWAPO mortos dentro das trincheiras e em volta das armas. Três pára-quedistas foram mortos.
Após a queda das armas, todas as resistências principais em Cassinga terminaram. O estranho atirador e os cantos da resistência à luz eram tudo o que restava, e o processo de limpeza logo terminava. Os pára-quedistas montaram imediatamente o Batalhão de Comando e o Hospital de Campanha próximo ao hospital da SWAPO, e começaram a tratar os feridos mais graves. No total, três paraquedistas foram mortos e onze feridos, dois deles criticamente. Além disso, um quarto pára-quedista foi percebido em falta, presumivelmente morto. Mais tarde, foi assumido que ele havia se afogado depois de ter sido deixado no rio durante o salto de pára-quedas, ou que seu pára-quedas tinha um mau funcionamento.
A esta altura, o ataque estava duas horas atrasado, com as primeiras extrações de helicóptero planejadas para as 10h00.

### 12h00 - 15h00
O Brigadeiro Du Plessis então informou ao Coronel Breytenbach sobre uma interceptação de rádio, indicando que a força cubana em Chamutete estava se mobilizando. A SADF recebeu instruções operacionais explícitas para evitar conflitos com os cubanos, mas atrasos por parte da SADF tornaram essa possibilidade distinta. O Brigadeiro Du Plessis insistiu em remover todas as tropas imediatamente, mas o Coronel Breytenbach queria garantir a zona livre primeiro. Decidiu-se que metade dos pára-quedistas se mudaria para a zona livre, onde 12 helicópteros Puma os retirariam, enquanto o restante continuaria limpando o terreno, bem como para coletar todo e qualquer documento de valor de inteligência.
Por volta das 13h00, o Coronel Breytenbach foi informado por um dos Buccaneer do serviço CAS que o batalhão mecanizado cubano estava subindo a estrada de Chamutete para Cassinga.
O corsário avistou uma coluna avançada de cerca de 30 veículos blindados de combate, veículos blindados de transporte de pessoal, tanques T-34 e outros veículos avançando lentamente pela estrada de Chamutete. Ele imediatamente abriu fogo na coluna, destruindo três veículos blindados BTR-152 no processo, mas depois teve que retornar à base aérea de Grootfontein para rearmar e reabastecer, deixando cerca de 200 dos pára-quedistas remanescentes temporariamente desprotegidos. Tudo o que se interpunha entre eles e a coluna blindada que avançava eram os 22 homens do pelotão antitanque, armados apenas com 10 lança-foguetes RPG-7 e cinco minas antitanques que haviam plantado na estrada.
Neste momento, no entanto, houve um sério colapso no comando e controle dos sul-africanos, e vários erros foram cometidos. O vaivém de helicópteros para a Área de Administração de Helicópteros, bem como a ordem em que os pára-quedistas foram embarcados, foi improvisado e inicialmente descoordenado e desorganizado. Não foi inicialmente claro para o comandante da força de retirada de helicópteros qual era o problema - e a súbita urgência -. Além disso, dois engenheiros, cujo papel era destruir o equipamento da SWAPO, partiram na primeira onda com todos os fusíveis de demolição antes de todos os equipamentos terem sido desativados.
Enquanto isso, a coluna cubana avançou diretamente para a emboscada que os pára-quedistas tinham armado para eles. O tanque de chumbo T-34 foi destruído por uma das minas anti-tanque, enquanto os pára-quedistas destruíram quatro dos BTR-152 usando seus RPG-7s. Eles também mataram cerca de 40 das tropas cubanas antes de fazer sua "retirada de combate" ao longo da estrada em direção à Zona de Desembarque de Helicópteros (HLZ), a leste de Cassinga, onde Breytenbach estava organizando os pára-quedistas restantes para a retirada final. Em face da coluna blindada que se aproximava, Breytenbach ordenou uma fina linha defensiva, mas percebeu que os pára-quedistas levemente armados tinham pouca chance contra os veículos blindados e se preparavam para voltar à zona livre na selva para uma emergência enquanto ligavam urgentemente por apoio aéreo.
O sucesso inicial do ataque da SADF agora parecia transformar-se em um desastre com a perspectiva iminente de ser invadido por forças blindadas cubanas, a 240 quilômetros em território angolano. O general Viljoen, que até então usava seu posto e boina, os removeu e escondeu.
Às 14h20, quando os veículos blindados de transporte de pessoal cubanos já estavam à vista dos paraquedistas sitiados, um Buccaneer e dois Mirage III chegaram por cima. Um experiente controlador aéreo da linha da frente (FAC) entre os pára-quedistas começou a dirigir as três aeronaves em ataques contra o avanço da armadura cubana. Os Mirage III, com seus canhões de 30 mm, destruíram 10 BTR-152 antes de ficarem sem combustível e retornarem à base aérea de Ondangwa. Os canhões dos Mirage não conseguiram destruir nenhum tanque, mas o único Buccaneer destruiu pelo menos dois tanques, uma posição antiaérea e vários outros veículos com seus foguetes SNEB de 68 mm. Os foguetes haviam sido omitidos da Ordem de Operação original, mas o Comandante do Esquadrão dos Buccaneers escolhera incluí-los na munição que foi transportada para a base da força aérea Grootfontein, pela C-130 Hercules, com suas equipes de terra e peças de manutenção. O piloto do Buccaneer estava sendo atacado continuamente por um canhão antiaéreo de 14,5 mm rebocado, no qual ele teve que fazer duas passagens antes de ser capaz de destruí-lo com foguetes.
O Buccaneer ficou sem munição neste momento, mas isso coincidiu com a chegada dos 17 helicópteros para resgatar os pára-quedistas restantes. A chegada dos helicópteros mostrou a posição da zona livre às forças cubanas remanescentes, que começaram a avançar na área. Embora não pudessem ver os veículos blindados, os pára-quedistas podiam ouvir seus motores e tiros, e podiam ver árvores sendo achatadas em seu caminho a apenas 200 metros de distância. Numa tentativa desesperada de impedir que os tanques cubanos disparassem contra os helicópteros vulneráveis e as tropas sul-africanas que estavam à espera de serem recolhidos, o piloto do Buccaneer mergulhou perigosamente o avião, quase acertando árvores enquanto ele voava por cima do tanque, desorientando os soldados e forçando-os a interromper seu ataque em desenvolvimento às posições dos paraquedistas. Havia vários buracos na fuselagem, incluindo um no vidro da viseira frontal blindada, precisando de remendos rápidos após a aterrissagem, reabastecimento e re-armamento.
Por causa da desorganização com a primeira leva de helicópteros, quase não havia espaço suficiente para todos os pára-quedistas e prisioneiros remanescentes na segunda leva. No caos e pânico que se seguiram a subir a bordo dos helicópteros, 40 prisioneiros da SWAPO, destinados a serem levados de volta para o sudoeste da África para interrogatório, tiveram que ser libertados para aliviar a aeronave. Alguns equipamentos e munições em excesso também foram despejados dos helicópteros sobrecarregados. Uma última artilharia de fogo dos pára-quedistas protelou a armada cubana apenas o suficiente para completar a remoção dos pára-quedistas.
No entanto, dez minutos após a descolagem, dois dos helicópteros Puma foram enviados para voltar a Cassinga, pois receava-se que alguns dos pára-quedistas tivessem sido deixados para trás. Eles avistaram um grupo de pessoas amontoadas, mas uma inspeção mais próxima revelou que eles eram os prisioneiros que haviam sido deixados para trás. Os helicópteros voaram um total de quatro passagens baixas à procura de pára-quedistas, quando um dos pilotos de helicóptero avistou um tanque cubano aparecendo dos arbustos. Ele avisou o outro piloto dO Puma, que conseguiu se afastar bem a tempo para que a rodada do tanque perdesse a aeronave. Nenhum paraquedista foi encontrado e os dois Pumas retornaram para a Área de Administração de Helicópteros. O desmantelamento da Área de Administração de Helicópteros continuou durante o resto do dia.

### 15h00 - 18h00
Às 15h00, um dos Mirage III regressou a Cassinga e mais uma vez metralhou os veículos cubanos que ainda se encontravam na estrada, destruíndo pelo menos um deles. Foi substituído às 15h30 por outra aeronave Buccaneer, que destruiu mais veículos e um edifício. A cerca de um quilómetro a sul de Cassinga, o Buccaneer atacou outra coluna de veículos, sob forte fogo antiaéreo no processo.
Outro Buccaneer chegou às 16h45, surpreendeu alguns cubanos que se deslocaram pelas ruínas e destruiu um tanque T-34 e algumas armas antiaéreas no processo, enquanto outros ataques Mirage e Buccaneer às 17h10 e 18h35 destruíram outro tanque e outros equipamentos.
O resultado foi que, ao anoitecer, quase todo o batalhão cubano foi destruído, matando cerca de 150 soldados cubanos, representando a maior taxa de baixas em um único dia do país durante seu envolvimento militar em Angola. 
Uma força angolana composta por tanques chegou ao anoitecer para tentar socorrer as unidades cubanas, mas já era tarde demais para ter qualquer impacto e encontrou apenas cenas de destruição no campo de Cassinga.

## Consequências políticas
De acordo com o general Geldenhuys, o ataque foi uma "jóia da arte militar", mas politicamente foi um desastre para o regime do apartheid. Uma campanha de mídia foi cuidadosamente preparada antes da operação para criar uma impressão de que a intervenção da SADF estava ocorrendo a pedido da administração da Sudoeste Africano, e também para conter relatórios negativos sobre ações e reivindicações de que militares sul-africanas haviam matado civis inocentes. Esta campanha incluiu a fabricação e a distorção das ações da SWAPO. Um dos batalhões de pára-quedas foi especificamente encarregado de tirar fotografias e foi instruído para se concentrar em imagens de apoio à causa sul-africana; corpos só seriam fotografados com armas ao lado deles. Imagens negativas, como vítimas de sofrimento, deveriam ser evitadas. No entanto, apesar dessas instruções, foram tiradas fotos de corpos sem armas e de paraquedistas mortos da SADF.
Os angolanos foram os primeiros a publicar detalhes do ataque, seguidos pouco depois pelas declarações de imprensa da SWAPO que apoiavam e elaboravam o relato angolano. Eles descreveram a base como um campo de refugiados e alegaram que a SADF matou 600 refugiados indefesos. Os corpos foram enterrados em duas valas comuns em Cassinga; fotos de uma das valas comuns eram usadas extensivamente para fins de propaganda, e para muitas pessoas, portanto, tornaram-se as imagens que elas associavam ao evento. 
| “ | A posição da SWAPO e de todas as organizações e governos que a apoiavam em 1978 beneficiaram-se da indignação moral incitada por um 'ataque surpresa' em um 'campo de refugiados'. No rescaldo do ataque, a SWAPO recebeu um apoio sem precedentes na forma de ajuda humanitária enviada aos seus campos no exílio e ofertas de governos para educar os namibianos nos seus países. | ” |

O debate sobre se Cassinga era um acampamento militar ou um campo de refugiados (ou ambos) continuou. Armas e instalações militares estavam presentes e documentadas no campo. Em 1998, a Comissão Sul-Africana da Verdade e Reconciliação também concluiu que:
| “ | Está claro que, do ponto de vista da SADF, Cassinga era uma instalação militar em vez de essencialmente um campo de refugiados ou uma instalação de trânsito de refugiados, como a SWAPO sempre afirmou. As provas fotográficas apresentadas à Comissão nos arquivos da SADF sugerem uma dimensão militar ao campo. Isto não pode, no entanto, ser tomado como prova conclusiva de que Cassinga era uma base militar. No contexto da guerra em curso em Angola, alguma fortificação defensiva de qualquer instalação da SWAPO, seja civil ou militar, teria sido uma prática padrão. | ” |

As Nações Unidas convidaram o líder da SWAPO Sam Nujoma para se dirigir ao conselho antes de emitir a Resolução 428 do Conselho de Segurança das Nações Unidas em 6 de maio condenando a África do Sul pela "invasão armada de Angola realizada em 4 de maio de 1978". O Conselho condenou o apartheid e a continuação da ocupação do Sudoeste Africano e elogiou Angola pelo seu apoio ao povo da Namíbia.
Após a independência, o novo governo da Namíbia declarou o dia 4 de maio como "Dia de Cassinga", um feriado para comemorar a perda de vidas durante o ataque. Em 2007, os nomes dos soldados cubanos que foram mortos foram esculpidos na parede do Freedom Park, na África do Sul.
A celebração oficial deste evento pela Força Nacional de Defesa da África do Sul terminou apenas em 1996, dois anos depois de Nelson Mandela ter sido eleito presidente. Os veteranos dos vários batalhões de pára-quedas da África do Sul celebram ainda em privado o Dia de Cassinga, recordando a extensão da vitória e dos que morreram naquele dia.